# Dschinghis Khan
Pour l’article ayant un titre homophone, voir Gengis Khan (homonymie).
 (mai 2019).
Si vous disposez d'ouvrages ou d'articles de référence ou si vous connaissez des sites web de qualité traitant du thème abordé ici, merci de compléter l'article en donnant les références utiles à sa vérifiabilité et en les liant à la section « Notes et références ».
Dschinghis Khan est un groupe allemand de pop, originaire d'Allemagne de l'Ouest. Il est formé en 1979 pour participer au concours de l'Eurovision. Le nom du groupe correspond à l'orthographe allemande de Gengis Khan, et a été choisie pour la chanson du même nom réalisée par Ralph Siegel sur des paroles de Bernd Meinunger.

## Histoire

### Première période (1979–1987)
Dschinghis Khan remporte la quatrième place au Concours Eurovision de la chanson 1979, et le titre est un grand succès national et européen. Bien que le groupe soit plus populaire en Allemagne et que les chansons soient écrites en allemand, Ralph Siegel a également produit des versions anglaises de chaque titre. Pays germanophones mis à part, le groupe a connu le succès en Europe de l'Est, en Australie et au Japon.
Le groupe se dissout en 1985 après la publication de plusieurs albums sans succès. En 1987, le groupe se reforme avec quasiment les mêmes membres sous le nouveau nom de « Dschinghis Khan Family ». Néanmoins ils n'arrivent pas à se qualifier à l'Eurovision 1987 et le groupe se dissout à nouveau peu de temps après. Le chanteur Louis Potgieter meurt du SIDA en 1994.
Le titre Moskau connait un certain succès sur internet en 2004 à la suite de la diffusion du clip, dont la mise en scène et l'instrumentation donnent aujourd'hui une allure kitsch à la chanson.

### Retour (depuis 2005)

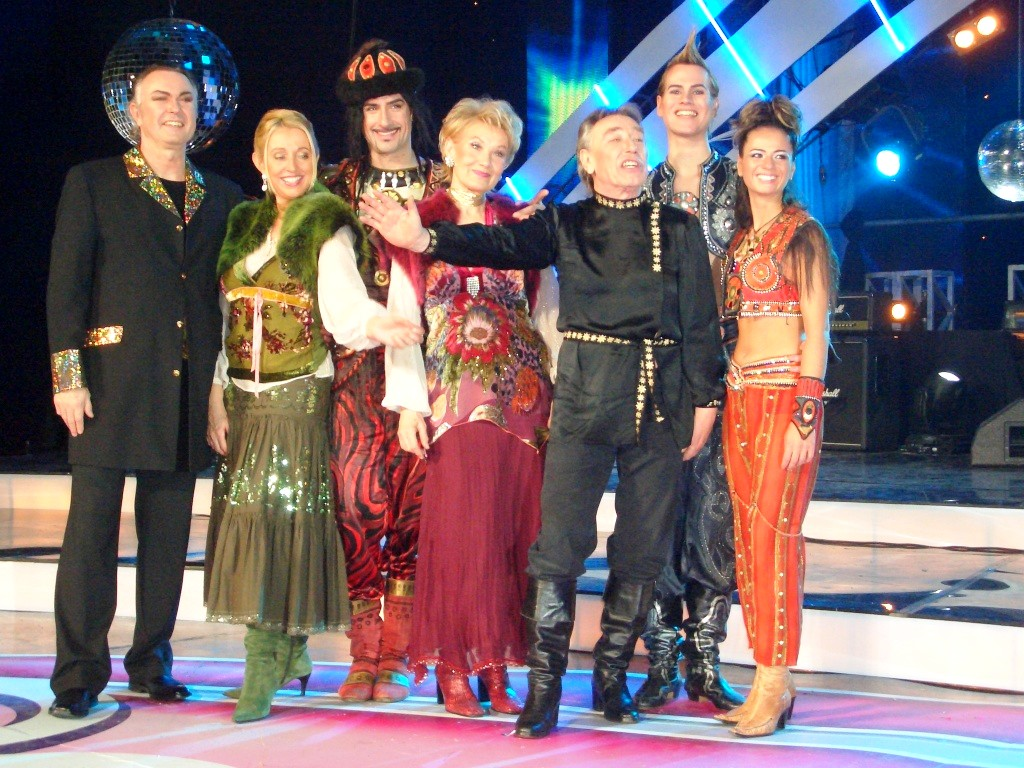
Dschinghis Khan en 2005 : Wolfgang Heichel, Henriette Strobel, Stefan Track, Edina Pop, Steve Bender, Daniel Käsling, et Ebru Kaya.

Fin 2005, la radio russe Rétro FM organise un concert à Moscou où les Dschinghis Khan sont les vedettes. Quinze mille personnes étaient attendues, c’est plus de trente mille qui sont venues. Il y avait sur scène quatre des anciens membres du groupe (Steve, Wolfgang, Henriette et Edina), et trois nouveaux. Dans la salle, des diplomates mongols tombent sous le charme et demandent au groupe d’être le point culminant des animations musicales à Oulan-Bator pour les fêtes du 800e anniversaire de la naissance de Gengis Khan en juillet 2006. Il est créé un nouveau groupe The Legacy of Genghis Khan composé des trois membres restant du concert de Moscou et de sept nouveaux.
Steve Bender meurt du cancer en 2006. Une tournée commence en décembre 2006 passant par Moscou, Saint-Pétersbourg, Kiev, Almaty, Oulan-Bator, Tel Aviv-Jaffa, Jérusalem, Shanghai, Pékin, Tokyo, Osaka, Yokohama, et Fukuoka. Un album sort en mai 2007 accompagné de passages télévisés.
En juillet 2021, Siegel poursuit Heichel lorsque ce dernier a tenté de l'empêcher de sortir la version de la Coupe du monde de la FIFA 2018 de Moskau et a prétendu avoir la pleine propriété du nom Dschinghis Khan. Le tribunal régional de Munich a statué en faveur de Siegel et lui a accordé les droits de marque du groupe, le citant comme le créateur et le producteur original du groupe et les dissolutions antérieures du groupe n'ont pas affecté ses droits de propriété,,.
En 2023, le groupe Siegel est remanié avec trois nouveaux membres : Marco Matias, Selina Kohl et Michael Thurner.

## Reprises
La chanson Dschinghis Khan a fait l'objet de plusieurs reprises en langues chinoises, sous le titre (成吉思汗) : en 1980 par Ai Huinuo (mandarin), en 1986 par Zhang Die (张蝶) (mandarin), et par Jerry Lo (zh) (cantonais).
Le groupe japonais Berryz Kōbō reprend en 2008 leur titre phare (ジンギスカン () (成吉思汗)) sur leur single Dschinghis Khan et leur album 5 (FIVE). Une version remixée de cette reprise sort également en single au Japon, Dschinghis Khan Tartar Mix, mixant ensemble des passages de la version des Berryz et de la version originale du groupe allemand, le single étant crédité à Dschinghis Khan x Berryz Kōbō.
Le clip de la reprise intègre alors le J-Top de la chaîne Nolife le 17 mai 2008, où le directeur de production de la chaîne lance un pari : si le clip arrive dans le top 10 lorsque l'émission fera sa rentrée, il ferait une parodie de la chorégraphie à l'antenne. Lors de l'émission du 20 septembre, le clip se hisse à la seconde place. Le directeur de production tient le pari, et plus qu'une simple reprise de la chorégraphie, l'équipe de Nolife et quelques membres de la Flander's Company se prêtent au jeu et parodient le clip, qui sera diffusé le 18 octobre 2008,.

## Membres
- Steve Bender (Allemagne)
- Wolfgang Heichel (ex-RDA)
- Henriette Heichel-Strobel (Pays-Bas)
- Leslie Mandoki (Hongrie)
- Edina Pop (Allemagne)
- Louis Hendrik Potgieter (Afrique du Sud)

## Discographie

### Albums studio
- 1979 : Dschinghis Khan
- 1980 : Rom
- 1980 : Viva
- 1981 : Wir sitzen alle im selben Boot
- 1982 : Helden, Schurken und der Dudelmoser
- 1983 : Corrida

### Singles
Sortis seulement en Allemagne :
- 1979 : Dschinghis Khan
- 1979 : Moskau
- 1979 : Hadschi Halef Omar
- 1980 : Rom
- 1981 : Pistolero
- 1981 : Loreley
- 1981 : Wir sitzen alle im selben Boot
- 1982 : Klabautermann
- 1982 : Der Dudelmoser
- 1983 : Himalaja
- 1984 : Olé Olé
- 1985 : Mexiko
- Samuraï
- Kazachok (The rocking son of Dschinghis Khan)
- Israel
- Ivanhoe
- Goodbye Hawaïi
- Madagascar
- Rocky Marciano
- Los Gitanos